# Player (magasin)
 For alternative betydninger, se Player. (Se også artikler, som begynder med Player)
Player er et månedsmagasin om international fodbold, udgivet af Aller. Magasinet udkom første gang den 16. april 2008.
| Fodbold | Spire Denne artikel om fodbold er en spire som bør udbygges. Du er velkommen til at hjælpe Wikipedia ved at udvide den. |

| Anime eller manga | Spire Denne artikel om medie og kommunikation er en spire som bør udbygges. Du er velkommen til at hjælpe Wikipedia ved at udvide den. |